# Гаврилов, Сергей Валентинович
Сергей Валентинович Гаврилов (род. 27 ноября 1962, Чебоксары, Чувашская АССР, СССР) — российский региональный политик, муниципальный деятель. Глава города Чебоксары (2005—2010).

## Биография

### Происхождение
Родился 27 ноября 1962 года в городе Чебоксары Чувашской Республики. Окончил Казанский авиационный институт им. А. Н. Туполева, Академию народного хозяйства при Правительстве Российской Федерации.
Трудовую деятельность начал в 1987 году в ПО им. С. П. Горбунова. С 1990 по 1993 год — начальник строительно-производственного предприятия «Мостовик». С 1993 по 2007 год — генеральный директор строительно-производственной фирмы «Стромос».

### Муниципальная деятельность
16 октября 2005 года избран депутатом Чебоксарского городского Собрания депутатов III созыва (2003—2005) от избирательного округа № 28 (Ленинский район города Чебоксары). 25 октября 2005 года избран председателем Чебоксарского городского Собрания депутатов и занимал эту должность до 2010 года. С 3 ноября 2005 года — член президиума Чебоксарского городского Собрания депутатов.

### Уголовное преследование
С 2011 года Сергей Гаврилов возглавил ФКУ «Управление автомобильной магистрали Нижний Новгород — Уфа» (УПРДОР «Волга»), а в 2014 году в этой должности был задержан оперативниками управления ФСБ по Чувашской Республике. Подозревался в мошенничестве в особо крупном размере. 22 января 2014 года в УПРДОР «Волга» сотрудниками УФСБ по Чувашии был проведен обыск в рамках уголовного дела по статьям 159 и 160 УК РФ; Сергей Валентинович Гаврилов был задержан в порядке статьи 91 УПК РФ. 24 января решением Ленинского районного суда города Чебоксары С. В. Гаврилов был заключен под стражу сроком на 2 месяца. С его помощью было похищено около 100 миллионов рублей, которые предназначались на строительство дорог в Чувашии.
Гаврилов обвиняется в превышении должностных полномочий (ч. 1 ст. 286 УК). В сентябре 2015 года Ленинский районный суд Чебоксар приговорил его к четырём годам лишения свободы за пособничество в мошенничестве (ч. 5 ст. 33, ч. 4 ст. 159 УК) и злоупотребление должностными полномочиями (ч. 1 ст. 285 УК). Тогда ему назначили наказание в виде 4 лет лишения свободы. Гаврилов осужден за то, что в мае 2012 года, будучи главой ФКУ «Управление автомобильной магистрали Нижний Новгород — Уфа Федерального дорожного агентства», способствовал хищению денежных средств ОАО «Чувашавтодор» в размере 11,5 млн рублей (на тот момент 100 % акций «Чувашавтодора» принадлежали Чувашской Республике). За это он получил вознаграждение. Своими действиями Гаврилов также нанес государству материальный ущерб.
На время следствия Гаврилова поместили под домашний арест. Сергей Гаврилов пытался обжаловать приговор, но Верховный суд Чувашии не нашел оснований для его отмены или смягчения наказания. На оглашение решения Верховного суда он не явился и скрылся, в течение почти пяти лет найти его не удавалось.
Осенью 2015 года перед приговором Гаврилов скрылся и уехал из России. В январе 2016 года был объявлен в международный розыск по поручению Генпрокуратуры, в мае 2019 года был задержан на территории Испании и, после того как в октябре 2019 года Совет министров Испании принял решение о его экстрадиции Генпрокуратура России потребовала выдать россиянина. В итогде С. В. Гаврилов был доставлен в Москву в сопровождении сотрудников НЦБ Интерпола МВД России и ФСИН России.

## Семья и личная жизнь
Женат, имеет троих детей. Член политической партии «Единая Россия».